# توسیل

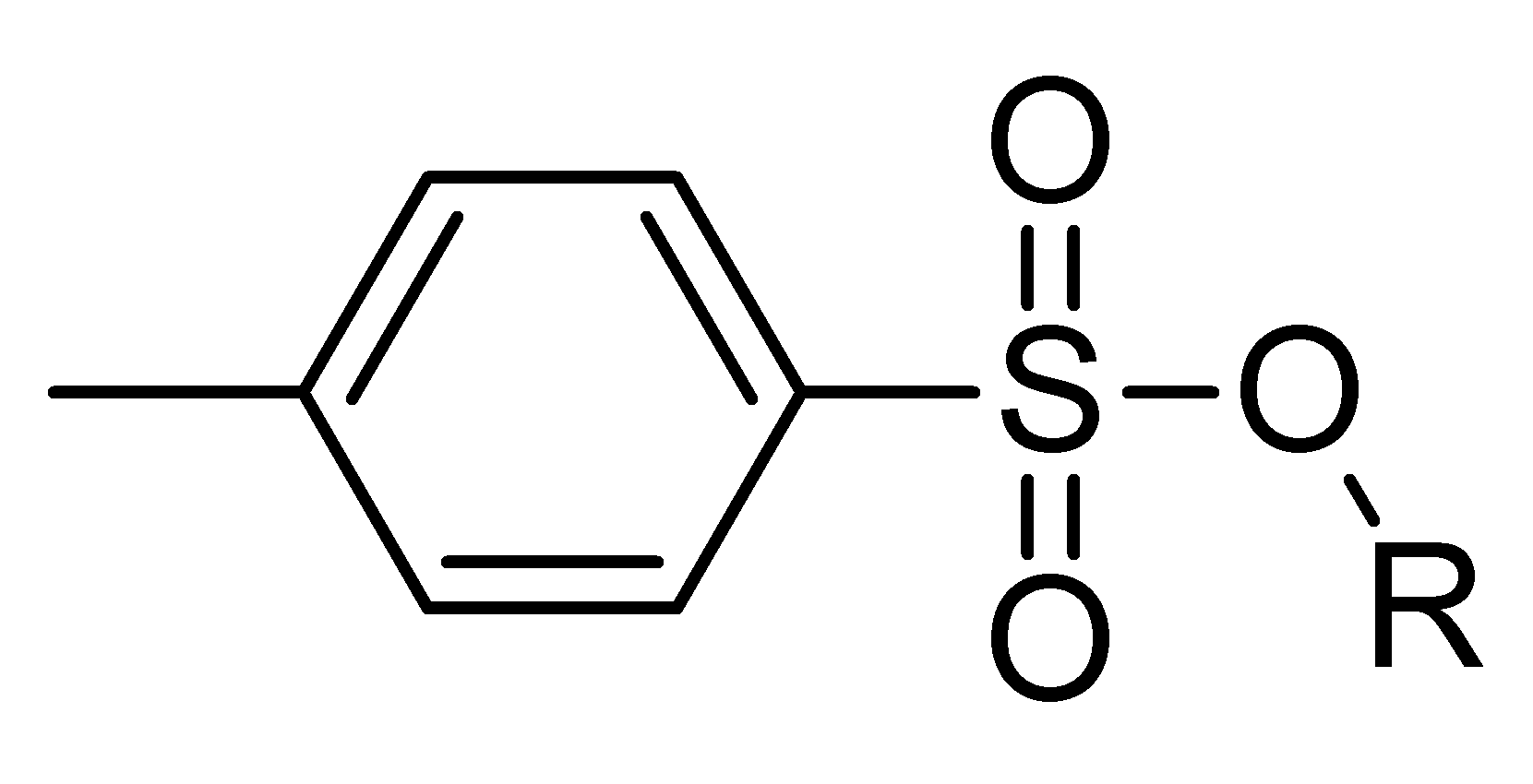
ساختار گروه توسیل که در آن R یک گروه متصل شونده است.

توسیل (انگلیسی: Tosyl) یک گروه عاملی در شیمی آلی با فرمول کلی CH3C6H4SO2 است که از ۴-تولوئن سولفونیل کلرید مشتق می‌شود. این گروه معمولاً به صورت مخفف با نماد Ts یا Tos نمایش داده می‌شود.